# 蜘蛛人 2099
蜘蛛人2099（英語：Spider-Man 2099），本名米格爾·奧哈拉，是漫威漫畫中的虛構超級英雄角色，由作家彼得·大衛和藝術家瑞克·萊昂納迪創作。蜘蛛人2099首次於《蜘蛛人2099》#1中登場。

## 人物
在漫威多元宇宙的928號宇宙中，米格爾·奧哈拉（Miguel O'Hara）出生在墨西哥城並在美國紐約市長大，是煉金術公司的一名技術人員，亦是一位十分傑出的遺傳學家。
2099年，當米格爾某天得知公司正在利用蜘蛛的基因進行人體實驗時向公司辭職，卻被公司的副總裁泰勒·史東強制服下一種能使服用者成癮和與服用者進行基因結合的藥劑，由於該藥劑只允許由煉金術公司分發，因此泰勒威脅米格爾如果不留在公司的話，他就會向警察透露他服用的是一些從黑市獲得的違禁藥品。米格爾不想成為一個被勒索的癮君子，他回想起在最初的實驗中將自己的遺傳密碼輸入到機器的數據庫中並將其用作人類的基因測試樣本。米格爾於是潛入自己的實驗室，試圖利用自己的基因來清除體內的毒藥，在打開機器試圖重寫基因後，嫉妒他的下屬亞倫·德爾加多（Aaron Delgado）破壞了機器，導致米格爾的遺傳密碼被改寫為擁有50％的蜘蛛基因。米格爾雖然從事故中倖存下來，但他意識到自己從此擁有了蜘蛛般的超能力，於是後來化身成一位名叫「蜘蛛人2099」的超級英雄。

## 其他媒體

### 電視
- 《終極蜘蛛俠》：由佛萊迪·羅利葛茲配音。

### 電影
- 蜘蛛宇宙系列：由奧斯卡·伊薩克配音。
  - 《蜘蛛人：新宇宙》（2018年）：片尾彩蛋客串[1]。
  - 《蜘蛛人：穿越新宇宙》（2023年）[2]。

### 遊戲
- 《漫威2099：厄運之下的一個國家（英语：Marvel 2099: One Nation Under Doom）》[3]
- 《蜘蛛人：暗影之網（英语：Spider-Man: Web of Shadows）》
- 《漫威超級英雄戰隊（英语：Marvel Super Hero Squad (video game)）》
- 《漫威超級英雄戰隊Online（英语：Marvel Super Hero Squad Online）》，由尤里·洛文塔爾配音[4]。
- 《蜘蛛人：破碎次元（英语：Spider-Man: Shattered Dimensions）》，由丹·吉爾韋森（英语：Dan Gilvezan）配音[5]。
- 《蜘蛛人：時間裂痕（英语：Spider-Man: Edge of Time）》，由克里斯多福·丹尼爾·巴恩斯（英语：Christopher Daniel Barnes）配音[6]。
- 《漫威：未來之戰》：手機遊戲，蜘蛛人 2099是玩家可使用角色之一。[6]
- 《樂高漫威超級英雄2（英语：Lego Marvel Super Heroes 2）》[7]

## 外部連結
- 漫画书数据库：Spider-Man (Marvel) (2099)
- Template:Marvelwiki
- Template:Marveldatabase